# Et Folkesagn
Et Folkesagn (o Troldfolket) è un cortometraggio muto del 1908 interpretato e diretto da Viggo Larsen.

## Produzione
Il film fu prodotto dalla Nordisk Film Kompagni.

## Distribuzione
In Danimarca, il film (il cui titolo in italiano si può tradurre in Un racconto popolare) fu distribuito in sala il 16 ottobre 1908.